# Acid Arab
Acid Arab – francuska grupa muzyczna wykonująca muzykę będącą połączeniem electro oraz tradycyjnej muzyki arabskiej. Została założona w 2012 przez dwójkę DJ-ów: Guido Minisky'ego i Hervé Carvalho; 2019 dołączyli Pierrot Casanova, Nicolas Borne i klawiszowiec Kenzi Bourras. Grupa uważana jest za pioniera electro-orientu we Francji.

## Dyskografia
- Acid Arab Collections (2013; EP)
- Djazirat El Maghreb (2015; EP)
- Musique de France (2016)
- Jdid (2019)
- ٣ (Trois) (2023)